# Парадокс слабкого молодого Сонця

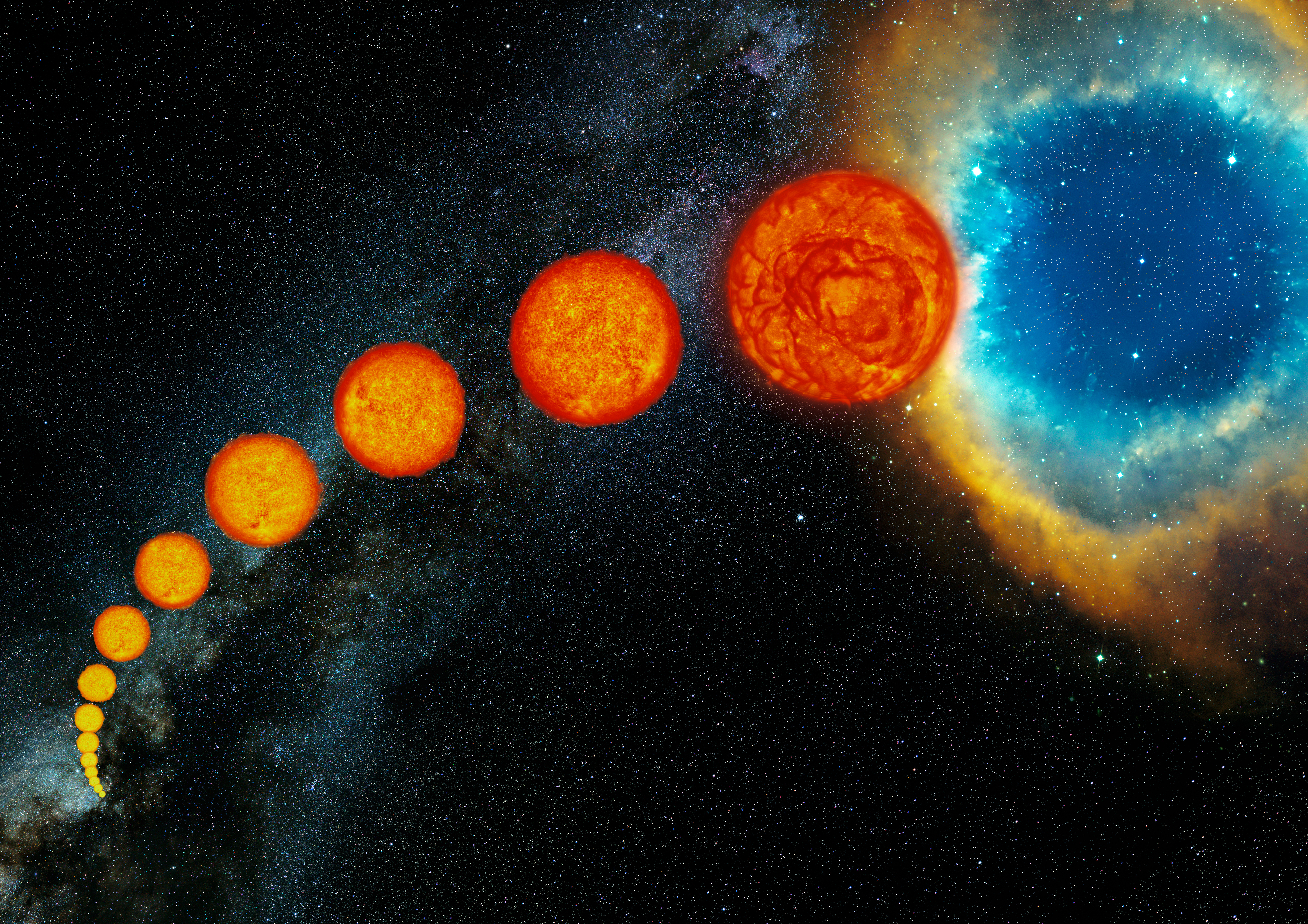
Художнє зображення життєвого циклу зорі, подібної на Сонце, котра починає життя як зірка головної послідовності внизу ліворуч, потім розширюючись, через фази субгіганта і гіганта, до поки її зовнішня оболонка не буде вигнана до утворення планетарної туманності вгорі праворуч.

Парадокс слабкого молодого Сонця — спостережувана суперечність між палеокліматичними даними й астрофізичними моделями еволюції Сонця.
Стандартна модель еволюції зір стверджує, що 4 млрд років тому Сонце випромінювало приблизно на 30% менше енергії, ніж зараз. За таких умов вода на поверхні Землі мала б повністю замерзнути. В умовах глобального зледеніння, можливо, не змогло б виникнути життя. У той же час, геологічні дослідження архейських осадових порід свідчать, що в ту епоху на Землі був вологий і теплий клімат.
Більшість учених схиляються до пояснення цього парадоксу глобальним парниковим ефектом, що діяв у ранній історії Землі, і був зумовлений дуже високими концентраціями вулканічних газів, таких як вуглекислий газ і метан. Вперше цю модель запропонували й кількісно аналізували радянські вчені Л. М. Мухін та В. І. Мороз.
Також існує версія, що випромінюваного Сонцем тепла було достатньо для підтримки життя, тому що планета Земля розташовувалася ближче до Сонця, ніж зараз[джерело?].
Сліди теплого й вологого клімату також виявлено на Марсі. Розташовані в одних районах кратери з різним віком зазнали ерозійних процесів різною мірою. Для давніх кратерів визначено набагато більші швидкості ерозії, ніж для молодих. Із цих та деяких інших спостережень робиться висновок про наявність рідкої води на Марсі на ранніх етапах його розвитку.